# (22504) 1997 TD17
1997 تي دي 17 (ويعرف أيضًا باسم (22504) 1997 تي دي 17 وفق تسمية الكوكب الصغير) (بالإنجليزية: 1997 TD17)‏ هو كويكب ضمن حزام الكويكبات؛ وترتيبه 22504 من حيث الاكتشاف.
اكتُشف هذا الجُرم الفلكي بواسطة تاكيشي أوراتا ‏ في 6 أكتوبر 1997.

## وصلات خارجية
- (22504) 1997 TD17 في قاعدة بيانات مختبر الدفع النفاث لأجرام النظام الشمسي الصغيرة

- الاكتشاف · مخطط المدار ·  العناصر المدارية · المعلمات المادية

- (22504) 1997 TD17 على موقع ويكي سكاي: DSS2, SDSS, GALEX, IRAS, Hydrogen α, X-Ray, Astrophoto, Sky Map, Articles and images